# Alice de Keghel
Pour les articles homonymes, voir Beveren.
Alice de Keghel, épouse Van Beveren, née le 14 juillet 1869 à Gand et morte le 26 janvier 1961 dans la même ville, est une artiste peintre belge.

## Biographie

### Jeunesse et famille
Alice Dekeghel naît en 1869 à Gand, fille d'Eugenius Franciscus Romanus Dekhegel et de Maria Judoca Van Loo. Elle est la nièce des peintres Désiré de Keghel et Jules de Keghel.
En 1906, elle épouse à Gand Gerardus Paulus Van Beveren.

### Parcours
Élève de son oncle Désiré de Keghel, elle s'imprègne de son style et de sa technique, en droite ligne de celle des anciens peintres flamands de fleurs.
Ses délicats bouquets, immortalisant dans cette ville passionnée de beauté florale les plus belles productions des Floralies, étaient appréciés des connaisseurs qui pouvaient ainsi orner leurs demeures de bouquets éternels.
Alice de Keghel meurt à Gand en 1961.